# Ingrid Peters (artiest)
Ingrid Peters (Dudweiler (nu Saarbrücken, Saarland), 19 april 1954) is een Duitse zangeres en presentatrice. Haar echte naam is Ingrid Probst.
Peters studeerde af als sportlerares. In 1976 nam ze haar eerste plaat op voor haar album Komm doch mal ’rüber met de gelijknamige hitsingle, er volgden nog hits.
In 1979 nam ze deel aan de preselectie voor het Eurovisiesongfestival met het lied Du bist nicht frei, maar ze werd slechts 8ste.
In 1983 werd ze 3de op het Internationale Seoul Songfestival in Zuid-Korea. In hetzelfde jaar wordt ze 2de in de Duitse preselectie voor het songfestival met Viva La Mamma.
Drie jaar later slaagde ze er wel in om naar het songfestival te gaan, met het lied Über die Brücke geh’n werd ze 8ste. Hierna nam ze enkele jaren afscheid van de showbizz en zegde ze haar contract met platenbaas Ralph Siegel op.
Ze maakte haar terugkeer in 1994 en drie jaar later nam ze deel aan het Schlagerfestival met Komm und halt mich fest en haalde de 6de plaats.
In 2002 begon ze met de One-Woman-Musical-Show Bin ich denn total verrückt?!
Ze werkt ook als presentatrice op de radio. Ze was een speciale gaste tijdens de Duitse preselectie van 2006.

## Discografie

### Singles
- 1976: Komm doch mal ’rüber
- 1976: Geh an mir vorbei
- 1976: Jesse
- 1977: Aber nicht mit mir
- 1978: Schmeiß den Kuckuck aus dem Nest
- 1979: Du bist nicht frei
- 1979: Feigling (Fire)
- 1979: Nicht zu fassen (Under Fire)
- 1980: Weißt du wo du hingehst (Pilot of the Airwaves)
- 1980: Ich halte zu dir (All Out of Love)
- 1981: Weinen kann jeder
- 1982: Berührungen (Dann gehören sie zusammen) / Sag' endlich 'Ja'
- 1982: Einmal bleibst du hier (I Won’t Let You Down)
- 1983: Viva La Mamma (duet met July Paul)
- 1983: Afrika
- 1984: Tango
- 1984: Schwarz und weiß
- 1984: Lösch das Feuer
- 1985: Noch eine Nacht (One More Night)
- 1986: Über die Brücke geh’n
- 1986: Bleib bei mir
- 1994: Herz gestürmt
- 1995: Komm wir zwei
- 1995: Lass uns noch einmal Kinder sein (als deel van Stars für Wolke 7)
- 1997: Komm und halt mich fest
- 1999: Er ist perfekt
- 1999: Wir ziehen in ein neues Jahrtausend (met Peter Petrel, Florence Mottier en Michel Suly)
- 2000: Mit viel Fantasie
- 2000: Wenn die Nacht vorbei Ist
- 2000: Es wird alles gut
- 2000: Die ganze Nacht
- 2001: Gänsehaut
- 2001: Jeder Tag mit dir ist ein Geschenk
- 2002: Total verrückt
- 2002: Sommer am Meer
- 2003: Hör nicht auf
- 2003: Das Ende eines Sommers
- 2003: Das kommt mir so bekannt vor
- 2004: Mitten im Sommer
- 2005: In deinen Augen sieht’s nach Regen aus
- 2011: Ich hab Sehnsucht

- 2016: Es gibt nur noch ja

### Albums
- 1976: Komm doch mal ’rüber
- 1983: Schwarz & weiß
- 1986: Über die Brücke geh’n
- 1994: Aufgewacht
- 1995: Ihre großen Erfolge
- 1998: Weihnachten daheim
- 2000: Musik ist Gefühl
- 2002: Gänsehaut
- 2004: Weißt du, wo du hingehst
- 2005: Mit meinen Augen
- 2006: Weit

- 2006: Meine Besten – Die Jubiläums-CD
- 2009: Es trommelt
- 2012: Lass es rocken
- 2016: Musik ist Gefühl – Das Beste aus 40 Jahren

1956: Freddy Quinn + Walter Andreas Schwarz · 
1957: Margot Hielscher · 
1958: Margot Hielscher · 
1959: Alice & Ellen Kessler · 
1960: Wyn Hoop · 
1961: Lale Andersen · 
1962: Conny Froboess · 
1963: Heidi Brühl · 
1964: Nora Nova · 
1965: Ulla Wiesner · 
1966: Margot Eskens · 
1967: Inge Brück · 
1968: Wenche Myhre · 
1969: Siw Malmkvist · 
1970: Katja Ebstein · 
1971: Katja Ebstein · 
1972: Mary Roos · 
1973: Gitte · 
1974: Cindy & Bert · 
1975: Joy Fleming · 
1976: Les Humphries Singers · 
1977: Silver Convention · 
1978: Ireen Sheer · 
1979: Dschinghis Khan · 
1980: Katja Ebstein · 
1981: Lena Valaitis · 
1982: Nicole · 
1983: Hoffmann & Hoffmann · 
1984: Mary Roos · 
1985: Wind · 
1986: Ingrid Peters · 
1987: Wind · 
1988: Maxi & Chris Garden · 
1989: Nino de Angelo · 
1990: Chris Kempers & Daniel Kovac · 
1991: Atlantis 2000 · 
1992: Wind · 
1993: Münchener Freiheit · 
1994: Mekado · 
1995: Stone & Stone · 
1997: Bianca Shomburg · 
1998: Guildo Horn & Die Orthopädischen Strümpfe · 
1999: Sürpriz · 
2000: Stefan Raab · 
2001: Michelle · 
2002: Corinna May · 
2003: Lou · 
2004: Max · 
2005: Gracia · 
2006: Texas Lightning · 
2007: Roger Cicero · 
2008: No Angels · 
2009: Alex Swings Oscar Sings · 
2010: Lena Meyer-Landrut · 
2011: Lena Meyer-Landrut · 
2012: Roman Lob · 
2013: Cascada · 
2014: Elaiza · 
2015: Ann Sophie · 
2016: Jamie-Lee Kriewitz · 
2017: Levina · 
2018: Michael Schulte · 
2019: S!sters · 
2021: Jendrik Sigwart · 
2022: Malik Harris · 
2023: Lord of the Lost · 
2024: Isaak · 
2025: Abor & Tynna
- Gemeinsame Normdatei: 134483243
- MusicBrainz: f1376a1a-1209-4a25-8354-ad0b84677449
- Virtual International Authority File: 79641148
- WorldCat: E39PBJfx47PqyHxmTMmfjxwV4q